# Unteres Schlaubetal
Das Naturschutzgebiet Unteres Schlaubetal liegt auf dem Gebiet der Gemeinden Mixdorf und Siehdichum und der Stadt Müllrose im Landkreis Oder-Spree in Brandenburg.
Das Gebiet mit der Kenn-Nummer 1409 wurde mit Verordnung vom 14. Februar 2003 unter Naturschutz gestellt. Das rund 363 ha große Naturschutzgebiet, das einen kleinen südlichen Teil des 132 ha großen Großen Müllroser Sees enthält, erstreckt sich östlich des Kernortes Mixdorf entlang der Schlaube. Nordwestlich verläuft die B 87 und östlich die Landesstraße L 37. Westlich und durch den nordwestlichen Teil des Gebietes hindurch verläuft die L 435. 